# Bisbee, Arizona
Bisbee je grad u američkoj saveznoj državi Arizona. Prema popisu stanovništva iz 2010. u njemu je živjelo 5,575 stanovnika.